# 雙面麥斯電視信號侵擾事件
雙面麥斯電視訊號侵擾（英語：Max Headroom broadcast signal intrusion）是1987年11月22日在美國伊利诺州芝加哥發生的案件，是電視界中被稱為電視訊號侵擾的眾多例子之一，侵入者在三個小時內成功中斷了芝加哥兩家電視台的連線。該事件的侵入者或共犯至今仍未被尋獲。

## 劫持
第一次信号入侵发生在独立电视台WGN-TV（第9频道）的黄金时段新闻节目The Nine O'Clock News（现称为九号WGN新闻）的现场直播中。
在芝加哥熊队当天下午30-10主场击败底特律雄狮队的亮点中，屏幕黑了15秒，然后戴着Max Headroom面具和太阳镜的人出現在鏡頭前，并用与Max Headroom类似的方式搖動著身子。他的头部位于一片左右搖晃的波纹金属前面，模仿了Max Headroom TV和电影用以表示虛擬世界所使用的电子背景效果。除了嗡嗡声和振荡声之外，没有其他音频。在WGN的工程师将工作室链接的频率切换到约翰汉考克中心发射机后，劫持被终止。
事件让体育主播丹·罗恩感到困惑，他说：“好吧，如果你想知道发生了什么，我也是”。
第二次信号入侵事件发生在晚上11点15分，在PBS成员站WTTW播放神秘博士剧集Horror of Fang Rock第一小集的时候，WTTW的信号被同一个人劫持，这次是歪曲和噼里啪啦的声音。
之后身份不明的男子戴着Max Headroom面具和太阳镜出现了，说“那样做。他是个书呆子。”他提到WGN体育评论家查克斯威尔斯基，他说他更好，继续称斯威尔斯基为“自欺欺人”。那个男人开始呻吟，尖叫和大笑。他继续大笑并发出各种随机短语，包括New Coke的广告口号“Catch the Wave”，同时拿着百事可乐罐头（Max Headroom当时是可口可乐发言人），然后把它扔出视线，靠近相机并且手指在他的中指上戴着橡胶延伸部分，尽管手势部分在屏幕外。那个男人然后找回了百事可乐，然后演唱了“你的爱情正在褪色”，取下橡皮延长片，然后开始向Clutch Cargo哼唱主题曲，暂停说“我仍然看到X”（经常被误听为“我偷了CBS“），在再次恢复哼唱之前，提到了该系列的最后一集。然后他开始痛苦地呻吟，对他的堆声（再次，低沉的音频，或者可能是故意的计算机双关语，让它听起来好像在说“文件”），然后听到胀气声并且他回旋。然后他说他“为所有世界上最伟大的报纸书呆子做了一个巨大的杰作”（芝加哥电视台使用的WGN致电信以及其姐妹广播电台是“世界上最伟大的报纸”的首字母缩写，参考他们的公司母公司Tribune Company的芝加哥论坛报的旗舰报纸。然后他举起一把园艺手套说：“我的兄弟穿着另一个。”戴上手套后，他继续道，“但它很脏！就像你上面有血迹！”然后他取下手套，厌恶地扔掉了。
这時影片突然切入男子蹲坐在某種台座並翹起臀部的镜头。他的臀部部分暴露出来，他把现在被移除的面具拿到相机上，橡胶延伸部分放在面具口中，嚎叫着，“他们来找我！”身穿法国女仆装的身份不明的同谋告诉他“弯腰，婊子”。当男人大声尖叫时，同伙们开始用苍蝇拍打他的男子，大喊“哦，做吧！”部分方式。传输然后停止了几秒钟，然后恢复正在进行的Doctor Who剧集;劫持持续了大约90秒。
WTTW在西尔斯大厦顶部维护其发射器，发现其工程师无法阻止劫持者，因为在劫持时西尔斯大厦没有值班工程师。据车站发言人Anders Yocom称，监测WTTW总部传输的技术人员“试图采取纠正措施，但不能”。“当我们的人开始研究正在发生的事情时，它已经结束了，”他告诉“芝加哥论坛报”。WTTW能够在录制节目的Doctor Who粉丝的帮助下找到劫持者电视节目的副本。

## 反應
这种广播入侵通过向电视台的广播塔发送比电视台自身发送的更强大的微波信号来实现，从而触发捕获效应。在1987年这是一个艰难的任务，但在美国电视台从模拟信号切换到数字信号之前的2009年之前是可能的。专家们表示，这次恶作剧需要广泛的技术专长和大量的传输功率，而且非法广播很可能源自两个电视台广播塔之间的视线范围内，这些广播塔位于芝加哥市中心的两座高楼顶上。
没有人曾经声称对这次恶作剧负责。关于“马克斯”和他的共犯的身份的猜测集中在以下理论：要么是WGN的不满员工（或前员工）策划的内部作案，要么是芝加哥地下黑客社区的成员所为。然而，尽管在事件发生后立即进行了官方执法调查，并且在随后的几十年里进行了许多非官方的调查、询问和网络猜测，这些劫持者的身份和动机仍然是一个谜。
在入侵事件发生后不久，一名FCC官员在新闻报道中被引述说，肇事者将面临最高1万美元的罚款和长达一年的监禁。然而，五年的诉讼时效在1992年已经超过，所以如果他们的身份被揭示，入侵者将不再面临刑事处罚。

## 另見
- 午夜队长干扰
- 台灣地區的蓋台廣告

## 外部連結
- YouTube上的WGN電視台被侵擾的畫面
- YouTube上的WTTW在1987年11月22日被侵擾的畫面（英文字幕版）
- YouTube上的該事件的新聞報導
- 惡名昭彰的「雙面麥斯」事件 （页面存档备份，存于）
- 電視信號入侵WGN跟WTTW電視台 （页面存档备份，存于）